# Fórum pela Democracia
Fórum pela Democracia (em neerlandês: Forum voor Democratie, FVD) é um partido político conservador, nacionalista e eurocético dos Países Baixos, que foi fundado como um "think tank" em 2016 e é desde então liderado por Thierry Baudet.

## História
O Fórum foi fundado como think tank, que era liderado pelo referido Thierry Baudet e por Henk Otten, tendo como seu principal ponto de cobertura a campanha sobre o referendo sobre o Acordo de Associação entre os Países Baixos e a União Europeia com a Ucrânia, que foi realizado em 2016, e em que o "Não" obteve uma vitória esmagadora.
Desde então, o Fórum transformou-se num partido político e nas eleições gerais de 2017 conseguiu eleger 2 deputados para a Câmara dos Representantes.
Nessa altura, o Fórum contava com mais de 30.000 membros, com a maioria destes a não terem qualquer experiência ou passado político.
Em fevereiro de 2018, o FvD sofre várias divisões internas ao ser acusado de falta de democracia interna o Fórum é atualmente um dos principais partidos holandeses. e antisemitismo.
Mesmo assim, em 15 de março de 2019, estreou pela primeira vez nas eleições para o Senado e conseguiu ser a força mais votada ao obter cerca de 15% dos votos,: elegendo 12 representações de um total de 75, junto do Partido Popular para Liberdade e Democracia (VVD), do primeiro-ministro Mark Rutte.
Em maio do mesmo ano de 2019 elegeu três deputados para o Parlamento Europeu.
Em Abril de 2020, o partido viveu uma série de controvérsias envolvendo membros da liderança juvenil do FvD que fizeram racista, homofobia e ou desculpas do Regime Nazi. Baudet é acusado de apoiar parcelas anti-semitas, o que ele nega. A direcção do FvD declarou que se tinha "inequivocamente" e "até novo aviso" distanciado da ala juvenil do partido, que já não é oficialmente reconhecida. Isto levou ao afastamento de Baudet como chefe do FvD, que se demitiu temporariamente. Em Dezembro de 2020, foi anunciado que Baudet tinha regressado à liderança do partido e que lideraria o FvD nas Eleição Geral Holandesa 2021.

## Programa
O programa da FvD gira, basicamente, em torno de dois temas.
Primeiro, em relação a imigração, pretende encerrar tanto o acolhimento de refugiados como a imigração legal, por esta pôr em risco a conservação da cultura nacional holandesa.
Em segundo lugar, em relação à economia, o partido defende o corte abrupto de impostos, tanto de pessoas físicas quanto de empresas.
Além disso, este partido defende o aumento do orçamento das forças armadas holandesas e expansão do contingente de reservistas do exército,
Numa clara identificação com a Democracia directa, o seu ̟programa apela à promoção de um sistema de referendos.
Defendem igualmente a saída do seu país da União Europeia (EU) pois entendem que esta junção impede que os países-membros interrompam a imigração]] e apliquem um projeto econômico “verdadeiramente neoliberal”, vêm-na assim como uma organização de extrema esquerda que promove a imigração muçulmana, o multiculturalismo e o socialismo para acabar com as nacionalidades do continente europeu.

## Resultados eleitorais

### Eleições nacionais

#### Câmara dos Representantes
| Data | Líder          | CI.  | Votos   | %           | +/- | Deputados | +/- | Status   |
| ---- | -------------- | ---- | ------- | ----------- | --- | --------- | --- | -------- |
| 2017 | Thierry Baudet | 13.º | 187 162 | 1,8 / 100,0 |     | 2 / 150   |     | Oposição |
| 2021 | Thierry Baudet | 8.º  | 516 475 | 5,0 / 100,0 | 3,2 | 8 / 150   | 6   |          |

#### Senado
| Data | CI. | Votos | % | Deputados | +/- |
| ---- | --- | ----- | - | --------- | --- |
| 2019 |     |       |   |           |     |

### Eleições europeias
| Data | CI. | Votos   | %            | Deputados |
| ---- | --- | ------- | ------------ | --------- |
| 2019 | 4.º | 602 507 | 11,0 / 100,0 | 3 / 26    |

### Eleições provinciais
| Data | CI. | Votos     | %            | Deputados |
| ---- | --- | --------- | ------------ | --------- |
| 2019 | 1.º | 1 057 029 | 14,5 / 100,0 | 86 / 570  |